# Leslie Woodcock Tentler
Leslie Woodcock Tentler (* 20. Februar 1945 in Muskegon) ist eine US-amerikanische Neuzeithistorikerin.

## Leben
Sie war die Tochter von Loula und Leonard Woodcock, einer Medizintechnikerin sowie Administratorin und einem Gewerkschaftsführer und Diplomaten. Leslie Woodcock erwarb an der University of Michigan den BA 1967 und den Ph.D. 1975 (Women and work. Industrial employment and sex roles, 1900–1929). Sie lehrte von 1974 bis 1998 an der University of Michigan-Dearborn (Assistant Professor, Professorin für Geschichte) und wirkte von 1998 bis 2014 an der Catholic University of America als Professorin für Geschichte.
Tentler war bis zu dessen Tod im Jahr 2021 mit Thomas N. Tentler verheiratet. Das Paar hatte drei Kinder.

## Forschungsschwerpunkte
Leslie W. Tentler forscht zur US-Geschichte des 20. Jahrhunderts sowie zur Katholischen Geschichte. In ihrem 2020 veröffentlichten Buch American Catholics: A History fasst sie 500 Jahre Geschichte des amerikanischen Katholizismus von der Ankunft der spanischen Missionare bis zur Gegenwart zusammen. Sie beleuchtet die Beteiligung der Katholiken an der amerikanischen Politik und dem intellektuellen Leben und setzt sich mit der Sicht der Katholiken auf Rasse und Bürgerkrieg auseinander. Sie schaut auf die Rolle der Frauen im Gemeindeleben, die katholische Ethik in Bezug auf Empfängnisverhütung und den Sexuellen Missbrauch in der römisch-katholischen Kirche.

## Mitgliedschaften
- American Historical Association[1]
- American Catholic Historical Association[1]

## Schriften (Auswahl)
- Wage-earning women. Industrial work and family life in the United States, 1900–1930. New York 1979, ISBN 0-19-502627-6.
- Seasons of Grace. A History of the Catholic Archdiocese of Detroit. Detroit 1990, ISBN 0-8143-4399-6.
- Catholics and contraception. An American history. Ithaca 2004, ISBN 0-8014-4003-3.
- American Catholics. A history, Yale University Press, New Haven, 2020. ISBN 978-0-300-21964-7